# Lingua principense
La lingua principense, chiamata anche lunguyê, è un creolo basato sul portoghese parlato in una comunità di quattromila persone a São Tomé e Príncipe, specificamente nell'isola di Príncipe.

Oggi è parlata principalmente da alcune donne anziane; la maggioranza della comunità parla portoghese; alcuni parlano anche il forro.

Il principense ha molte similitudini con il forro a São Tomé e può essere considerato come un dialetto del forro; è una lingua creola basato sul portoghese con substrati di bantu e kwa.